# Christian Zeitz
Christian Zeitz (Heidelberg, 18 novembre 1980) è un ex pallamanista tedesco.
Iniziò la sua carriera nel TSV Östringen, che però nel 2003 si fuse col TSG Kronau.
Zeitz passò così in quell'anno al THW Kiel, con cui successivamente vinse tre titoli, una EHF Cup e, nel 2007, la prima EHF Champions League di una squadra tedesca dal 2002 dopo il successo della squadra di Magdeburgo SC Magdeburg Gladiators (la prima per la squadra di Kiel).
A livello di nazionale professionista, ha vinto in casa i mondiali del 2007.